# Wolfgang Hemelmayr

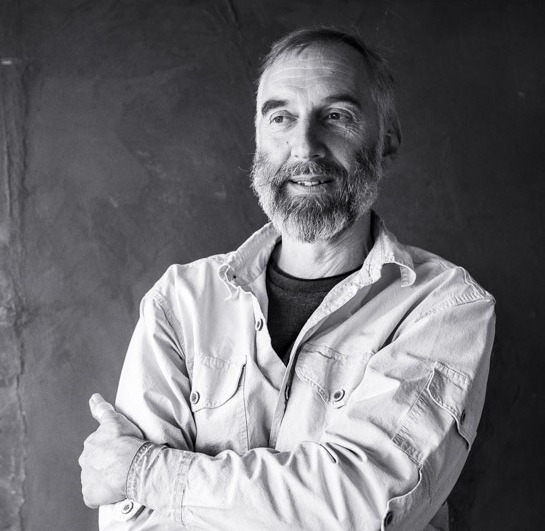
Wolfgang Hemelmayr

Wolfgang Hemelmayr (* 19. Juni 1956 in Linz; † 27. September 2023 in Königswiesen, OÖ.) war ein österreichischer Grafiker, Maler und Plastiker.

## Leben und Wirken

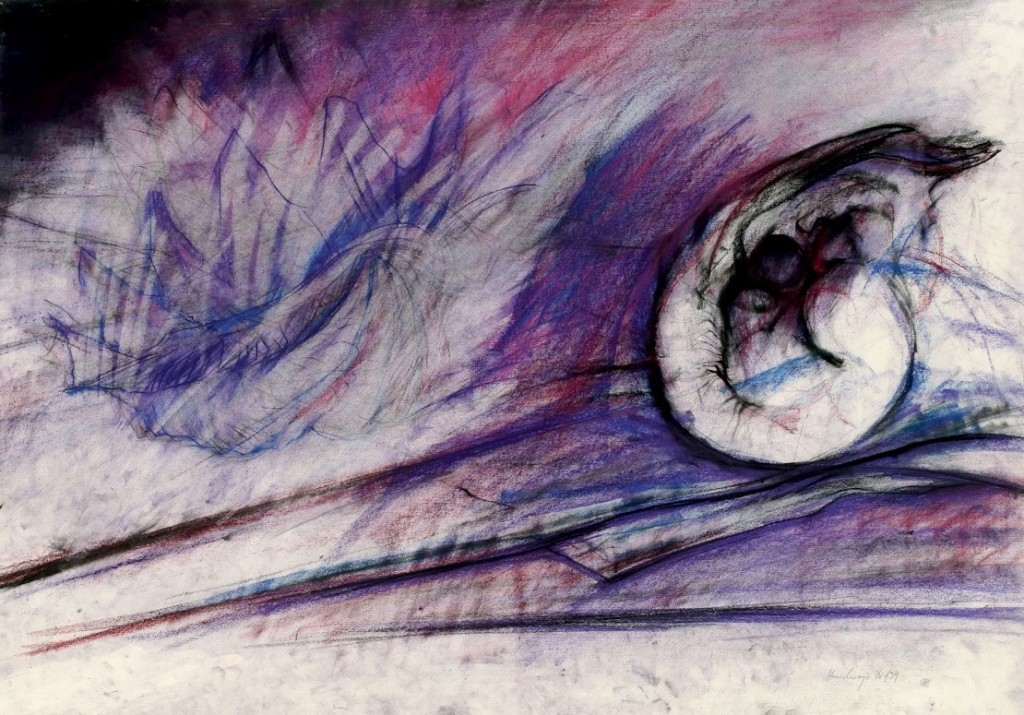
Widderkopf und Muschelschale, Zeichnung, Hemelmayr 1994

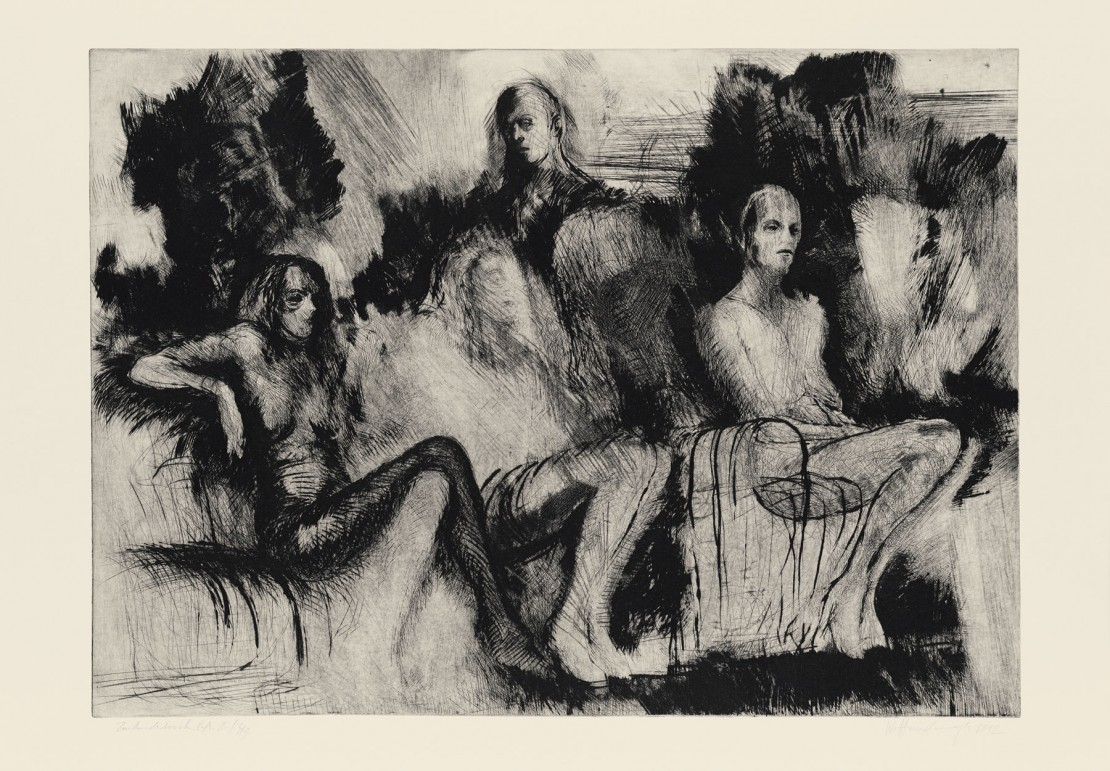
Sitzende Frauen, Radierung (2. Zustand), Hemelmayr 2012

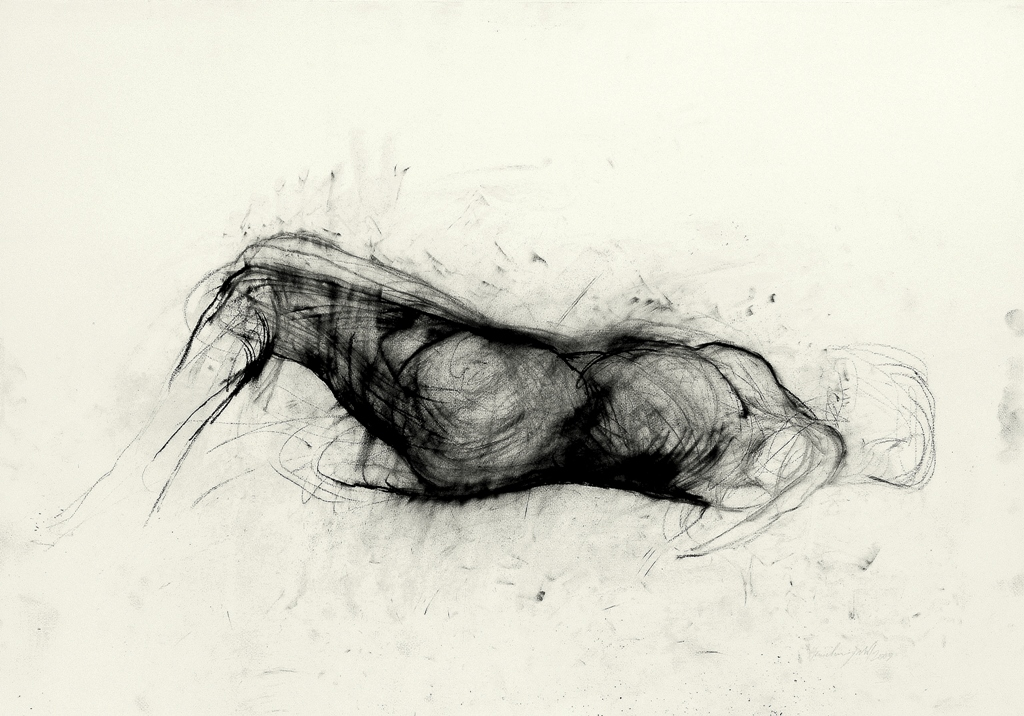
Liegender Frauentorso, Zeichnung, Hemelmayr 2009

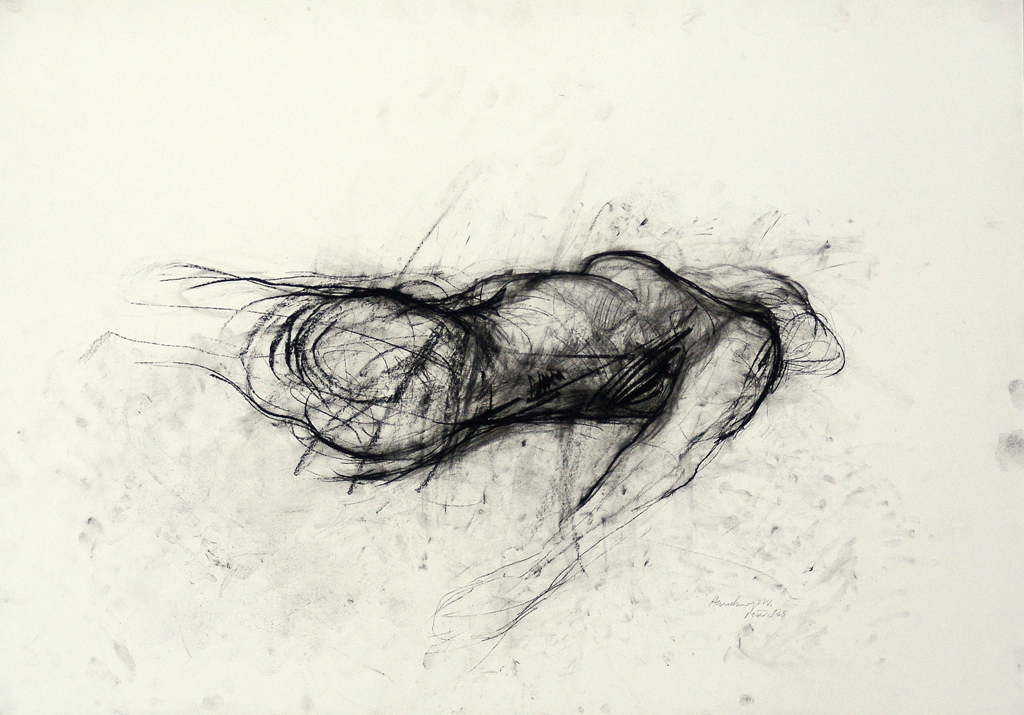
Frauentorso liegend, Zeichnung, Hemelmayr 2006

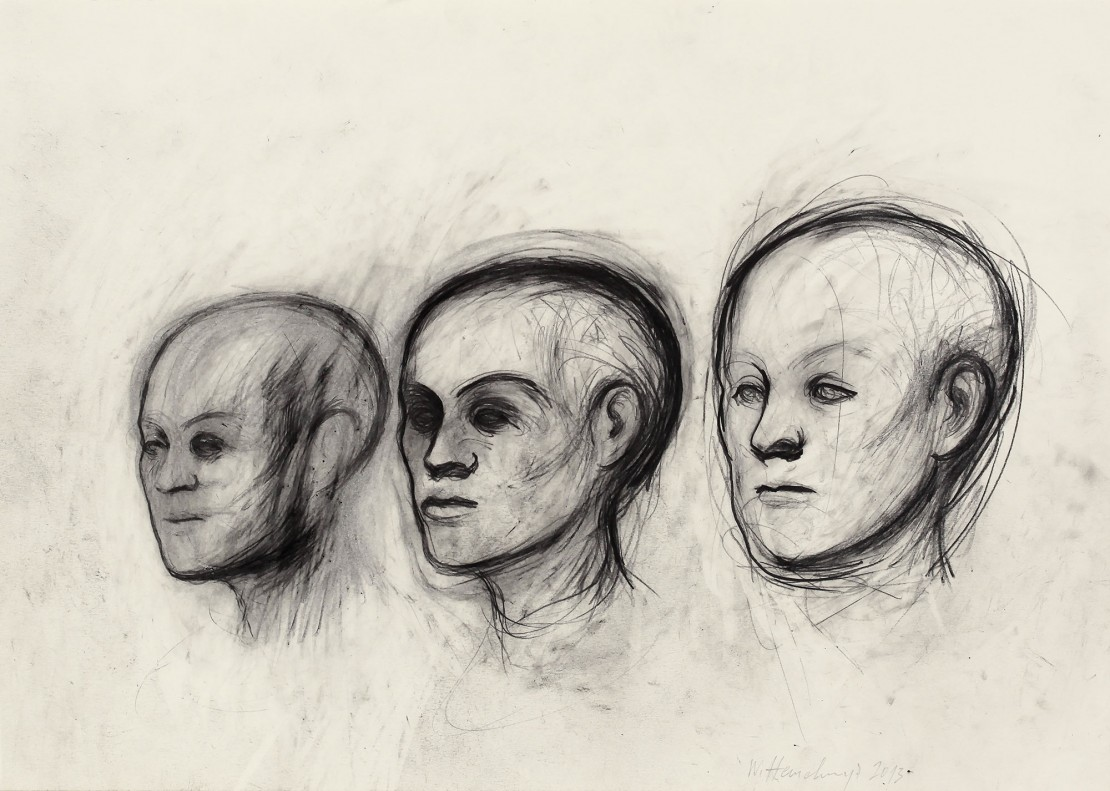
Drei Köpfe, Zeichnung, Hemelmayr 2013

Hemelmayr studierte von 1971 bis 1973 an der Kunstschule der Stadt Linz, der Vorläuferin der Universität für künstlerische und industrielle Gestaltung Linz. Anschließend wechselte er in die Meisterklasse für Malerei und Grafik der anschließenden Hochschule für künstlerische und industrielle Gestaltung Linz bei Alfons Ortner, Peter Kubovsky und Dietmar Brehm mit Diplom 1978, Diplomarbeit bei Peter Kubovsky über Figuren-Szenen: Radierungen, Handzeichnungen.
Er erhielt dafür 1978 den Würdigungspreis der Republik Österreich (heute: Staatspreis für beste Diplom- und Masterarbeitsabschlüsse) des damaligen Bundesministeriums für Unterricht und Kunst.
Wolfgang Hemelmayr arbeitete ab 1983 als freischaffender Künstler (erstes Atelier in Münzbach/OÖ) und ab 1984 in seinem Atelier auf einem renovierten Bauernhof im unteren Mühlviertel (Kastendorf bei Königswiesen). Längere Studienreisen und Studienaufenthalte führten ihn in die Türkei (Anatolien) und Persien (1983), Süd- und Zentralspanien (1987), Ostafrika (Tansania, 1988), Griechenland (Kreta, 1997), Skandinavien (Schweden, 2015).
Wolfgang Hemelmayr wirkte durch Veranstaltung von Workshops im Begleitprogramm an der Oö. Landesausstellung 1989 mit (Thema damals: „Die Botschaft der Graphik – Sechs Jahrhunderte gedruckte Kunst“ in Lambach).
Seine Arbeiten befinden sich im Besitz öffentlicher Kunstsammlungen, wie der des Landes Oberösterreich, der Kunstsammlung des Bundes Österreich (Kunstsektion), Wien, heute Artothek des Bundes im 21er Haus, des Oö. Landesmuseums (Landesgalerie), des Linzer Stadtmuseums Nordico, der Sammlung des Kulturhauses Bruckmühle, u. a.; Werke Hemelmayrs befinden sich auch in Firmensammlungen, wie denen der Firmen Bosch oder der „ICON Wirtschaftstreuhand GmbH“, beide Linz, und in zahlreichen Privatsammlungen in Österreich, Deutschland, Tschechien, Schweiz oder Ungarn.
Hemelmayr war Mitglied der Vereinigung Kunstschaffender Oberösterreichs – bvoö.

## Werke
Wolfgang Hemelmayr war ein auch international bekannter Künstler, der vorwiegend als Zeichner und künstlerischer Grafiker hervortrat.
Thematische Schwerpunkte sind vor allem Aktzeichnungen und Körperstudien sowie Kompositionen im figurativen Bereich. Ebenso die zeichnerische Auseinandersetzung mit Landschaft und Natur, die er in Ausschnitten und Teilstücken zeichnerisch interpretiert und definiert. In der Fachwelt wird seine Vorgehensweise der Be- und Überarbeitung seiner Motive durch eine mitunter vielschichtig überlagerte formbezogene Strichführung sowie Flächengestaltung hervorgehoben, welche seinen Darstellungen eine die wahrnehmbare Wirklichkeit verdichtende – und neu zu definierende – zeichnerische Qualität verleiht.
Wolfgang Hemelmayr verwendete dazu in seinen Zeichnungen zumeist schwarze bzw. Farbkreide, sowie Zeichenkohle oder Graphit; bei seinen Radierungen arbeitete er in den Techniken der Kaltnadel, Strichätzung und Aquatinta. Charakteristisch für ihn ist, dass die Druckplatte eines Werkes in wiederholten Arbeitsdurchgängen be- und überarbeitet wurde, sodass bei jedem Überarbeitungszustand neue Akzente und Aspekte eines Motivs hervortreten.

## Preise und Ehrungen
- 1978 Würdigungspreis der Republik Österreich (heute: Staatspreis für beste Diplom- und Masterarbeitsabschlüsse) des damaligen Bundesministeriums für Unterricht und Kunst
- 1982 Talentförderungsprämie im Bereich Bildende Kunst des Landes Oberösterreich;
- 1992, 1998 Grafik-Preis des Kiwanis Club Linz;
- 2010 Arbeits-Stipendium des Landes Oberösterreich beim Egon Schiele Art Centrum Krumau/Tschechien

## Ausstellungen (Auswahl)

### Personale Ausstellungen
- 1981 Wolfgang Hemelmayr. Radierungen und Zeichnungen, Galerie im Hofstöckl, Linz (25. September – 24. Oktober 1981).
- 1984 Wolfgang Hemelmayr. Radierungen, Galerie der Berufsvereinigung Bildender Künstler OÖ, Landeskulturzentrum Ursulinenhof, Linz (16. Oktober – 10. November 1984).
- 1987 Wolfgang Hemelmayr. Radierungen und Zeichnungen, Galerie der Hypo OÖ-Zentrale, Linz (Herbst 1987).
- 1991 Wolfgang Hemelmayr. Radierungen, Galerie der Berufsvereinigung Bildender Künstler OÖ, Landeskulturzentrum Ursulinenhof, Linz (7. – 25. Mai 1991).
- 2002 Wolfgang Hemelmayr. Zeichnungen, Pfarrgalerie Wilhering/OÖ (10. – 30. Dezember 2002).
- 2005 Wolfgang Hemelmayr. Zeichnungen, Übergänge, Galerie der Berufsvereinigung bildender Künstler OÖ, Landeskulturzentrum Ursulinenhof, Linz (30. Oktober – 23. November 2005).
- 2005 Wolfgang Hemelmayr. Steinbrüche, Landstücke, Schloss Hagenberg/OÖ (22. – 25. September 2005).
- 2007 Wolfgang Hemelmayr. Zeichnungen, Übergänge, Ausstellung und Katalogpräsentation, Nordico – Museum der Stadt Linz (22. März – 28. April 2007).[7]
- 2008 Kunst in der Kammer: Wolfgang Hemelmayr, Ausstellung in der Ärztekammer OÖ, Linz (20. Oktober – 15. November 2008).
- 2009 Zeitorte der Kunst: Wolfgang Hemelmayr, Dorninger Hytronics Galerie, Unterweitersdorf, organisiert vom Kulturhaus Bruckmühle (3. April – 30. Juni 2009).[8]
- 2012 Wolfgang Hemelmayr. Zeichnung, Radierung – Körperstudien und Landschaftsbilder, Kunstsommer 2012 im Kulturhaus Bruckmühle, Pregarten/OÖ (2. Juni – 31. Juli 2012).
- 2013 Kopflastig. Körper, Köpfe, Positionen, Galerie der Berufsvereinigung Bildender Künstler OÖ, Landeskulturzentrum Ursulinenhof, Linz (25. November – 18. Dezember 2013).
- 2013 Malerei: Katja Vassilieva – Zeichnung: Wolfgang Hemelmayr (mit Katja Vassilieva), Kulturforum Salzkammergut in der Kammerhofgalerie Gmunden (3. März – 21. April 2013).[9]
- 2014 Con Variazioni: Wolfgang Hemelmayr und Peter Laher (mit Peter Laher), Galerie in der Schmiede, Pasching/OÖ (14. Juni – 11. Juli 2014).
- 2015 Wolfgang Hemelmayr. Zeichnungen und Radierungen, Galerie im Schloss Puchheim, Attnang-Puchheim/OÖ (27. März – 19. April 2015).
- 2016 Wolfgang Hemelmayr – Zeichnungen, Radierungen, Buch- und Werkpräsentation, veranstaltet vom Verlag Bibliothek der Provinz, in der Oö. Landesgalerie, Linz (Ausstellung: 3. – 7. März 2016).
- 2019 Bruchstücke/ Fragmente: Plastische Studien zu den Hunden, Galerie der Vereinigung Kunstschaffender OÖ, oö. Kulturquartier, Linz (30. September – 23. Oktober 2019).[10]
- 2019 Zugänge. Zeichnungen von Wolfgang Hemelmayr, Galerie der Elisabethinen Linz (7. Oktober – 30. Oktober 2019).
- 2022 Sechs Bilder, Sitzungssaal des Gemeindeamtes Königswiesen (Okt. 2022 – Mai 2023)[11]

### Ausstellungsbeteiligungen
- 1976 Konfrontationen 76, Ausstellung der Hochschule für künstlerische und industrielle Gestaltung Linz, im Bundesministerium für Finanzen, damaliger Standort Palais Liechtenstein, Wien (9. Juni – 2. Juli 1976).[12]
- 1980 Druckgraphik – Lithographien – Radierungen – Plakate: Werke aus der von Alfred Billy geleiteten Werkstatt der Hochschule für künstlerische und industrielle Gestaltung Linz, Neue Galerie der Stadt Linz (heute: Lentos Kunstmuseum Linz), (8. – 17. Mai 1980)[13].
- 1982 Beispiele 1982, Ausstellung zum Landeskulturpreis und zu den Talentförderungsprämien Bildende Kunst des Landes Oberösterreich 1982, Landeskulturzentrum Ursulinenhof (Pressefoyer), Linz (Juni 1982).
- 1985 Zu Gast: Berufsvereinigung Bildender Künstler Oberösterreichs, Ausstellung der Sezession Graz im Künstlerhaus Graz, Graz (Herbst 1985).
- 1985 Gott, Mensch, Gesellschaft. Wettbewerb und Ausstellung des Landes OÖ., multilokale Ausstellung : (1) Ursulinenkirche (Linz); Galerien der (2) Berufsvereinigung Bildender Künstler OÖ und des (3) OÖ. Kunstvereins, beide im Landeskulturzentrum Ursulinenhof, alle Linz (12. September – 31. Oktober 1985).[14]
- 1991 Blickpunkt Kultur, Kulturhaus Münzbach/OÖ (3. – 10. November 1991).
- 1992 Kiwanis Druckgrafik-Wettbewerb 1992: preisgekrönte Arbeiten, ORF Zentrum, Linz (26. Mai – 12. Juni 1992).
- 1995 Jetzt – 50 Jahre danach. Jubiläumsausstellung der Berufsvereinigung Bildender Künstler OÖ, Oö. Landesgalerie, Linz (Herbst 1995).
- 1997 Linz kauft Kunst. Kunstankäufe der Stadt Linz 1995/1996, Foyer Altes Rathaus (Linz) (6. – 16. November 1997).[15]
- 1997 Έκθεση καλλιτεχνών από άνω Αυστρία/ Ausstellung von oö. KünstlerInnen, Pinakothek in der ehem. Basilika Agios Markos, Ηράκλειο/ Heraklion Kreta (Herbst 1997).
- 1999 Druckgrafik: ein Querschnitt, Galerie der Berufsvereinigung Bildender Künstler OÖ, Landeskulturzentrum Ursulinenhof, Linz (15. Januar – 28. Februar 1999).
- 2000 Positionen. Kunst aus Linz an der Donau – Berufsvereinigung der bildenden Künstler Oberösterreichs, Galerie im Kulturhaus Abraxas, Augsburg/BRD (28. Mai – 25. Juni 2000).
- 2003 Kiwanis Druckgrafik-Wettbewerb 2003: preisgekrönte Arbeiten, Nordico – Museum der Stadt Linz (13. Februar – 2. März 2003).
- 2004 Künstlerwoche Schlossverein Hagenberg 2004: Landschaft im Aisttal, Ausstellung der Arbeitsergebnisse, Schloss Hagenberg/OÖ (24. September – 31. Oktober 2004).
- 2006 Realismus. Gegenständliche Malerei in OÖ / Kiwanis Kunsttage, Nordico – Museum der Stadt Linz (3. – 14. November 2006).
- 2007 Sammlung Daumen. Ein kleiner Kosmos wurde zusammengetragen, Galerie der Berufsvereinigung Bildender Künstler OÖ, Landeskulturzentrum Ursulinenhof, Linz (Mai 2007).
- 2007 linien 70-07 (mit Franz Blaas, Sabine Luger, Karl Mostböck, W. M. Pühringer, Wolfgang Stifter), Galerie 4230 im Kulturhaus Bruckmühle, Pregarten/OÖ (15. September – 19. Oktober 2007).
- 2008/2009 Projekt Kunstkauf Linz 09 – Präsentation der Berufsvereinigung bildender KünstlerInnen OÖ. Galerie der Berufsvereinigung bildender Künstler OÖ, Landeskulturzentrum Ursulinenhof, Linz (29. November 2008 – 30. November 2009)[16].
- 2009 Fünf Jahre Kunstpositionen. Die Kunstsammlung Bruckmühle, Galerie 4230 im Kulturhaus Bruckmühle Pregarten/OÖ (7. Mai – 9. August 2009).
- 2010 Die Nullerjahre – BVOÖ 2000 - 2010 (mit Therese Eisenmann, Judith Goetzloff, Leonhard Lehmann, Robert Oltay, Helga Schager, Eckart Sonnleitner, Martin Staufner), Galerie der Berufsvereinigung bildender Künstler OÖ, Landeskulturzentrum Ursulinenhof, Linz (6. November – 24. November 2010).
- 2010 Práce ze studií/ Arbeiten aus den Ateliers, Egon Schiele Art Centrum, Krumau/CZ (Oktober 2010).
- 2010 Ausstellung zur Benefizauktion des Lions Club Traun, Lentos Kunstmuseum Linz (19. – 28. November 2010).[17]
- 2010 Benefiz-Verkaufsausstellung, Atelier Judith Goetzloff, Linz (26. November – 18. Dezember 2010).[18]
- 2011 Kunstpositionen 2009-2011, Galerie der Fa. ICON Wirtschaftstreuhand GmbH, Linz (16. Juni – 30. September 2011).[19]
- 2011 Zeichnung – die Kraft der Linie, multilokale Ausstellung: (1) Galerie der Künstlervereinigung CART, Pregarten/OÖ (13. – 29. Mai 2011); (2) Kulturmodell Bräugasse, Passau (31. Mai – 20. Juni 2011).
- 2012  Bruckmühle Pregarten zu Gast: Gabriele Berger, Wolfgang Hemelmayr, Martin Staufner, Galerie allerArt in der Remise Bludenz/Vorarlberg (9. März – 9. April 2012)[20].
- 2012 Ergebnisse des Symposiums „Radierung 2012“, Kulturwerkstatt Uferstöckl (Mag. Rudolf Hörschläger), Wallsee-Sindelburg/NÖ (Oktober 2012).
- 2013 Kunst.Messe Linz – Präsentation der Berufsvereinigung bildender KünstlerInnen OÖ., Oö. Landesgalerie, Linz (18. – 20. Oktober 2013).
- 2014 Fluchtwege, Ausstellung der Kulturinitiative Narrenschyff, Stifter-Villa, Kirchschlag bei Linz (20. September – 5. Oktober 2014).[21]
- 2014 Lions im Museum Angerlehner. Ausstellung zur Benefizauktion, Museum Angerlehner, Thalheim bei Wels (24. Oktober – 23. November 2014).[22]
- 2015 In eigener Sache: Kulturdirektor Dr. Reinhard Mattes. Die 80er Jahre – Sammlungsbeiträge eines Jahrzehnts, Galerie der Kunstsammlung des Landes Oberösterreich, Oö. Kulturquartier Ursulinenhof, Linz (3. – 30. Mai 2015).
- 2017 Sammeln Kunstschaffende Kunst?, Galerie der Vereinigung Kunstschaffender Oberösterreichs – bvoö, Oö. Kulturquartier Ursulinenhof, Linz (3. – 25. Oktober 2017).

## Publikationen (Auswahl)
- Wolfgang Hemelmayr: Zeichnungen, Übergänge, in: Jahresschrift 2005, Berufsvereinigung Bildender Künstler OÖ, Linz: BVOÖ, S. 5 auch online.
- Reinhard Mattes, Maria Baumgartner (Text), Wolfgang Hemelmayr (Abbildungen) (2005): Wolfgang Hemelmayr. Zeichnungen / Übergänge, Königswiesen/AUT: Eigenverlag Hemelmayr.
- Wolfgang Hemelmayr: Wolfgang Hemelmayr. kopflastig, in: Jahresschrift 2013, Berufsvereinigung Bildender Künstler Oö, Linz: BVOÖ, S. 4.
- Freies Radio Freistadt 107,1 MHz: Wolfgang Hemelmayr (Interview mit Otto Ruhsam), Sendereihe »Altes und Neues aus dem Mühlviertel«, ausgestrahlt am 2. Mai 2018[23]
- Reinhard Mattes, Andreas Strohhammer (Text), Wolfgang Hemelmayr (Abbildungen): Wolfgang Hemelmayr. Zeichnungen, Radierungen, Weitra: Verlag Bibliothek der Provinz, ISBN 978-3-99028-505-3.